# Käpelle
Das Käpelle, auch Käppele, Unser Käpelle und Friedenskapelle genannt und [ˈkɛpəˌle] ausgesprochen, steht am linken Hang des Oberen Schlichemtales im baden-württembergischen Zollernalbkreises in Deutschland. Errichtet wurde das Käpelle auf der Gemarkungsgrenze von Tieringen und Hausen am Tann an der alten Verbindungsstraße, die heute zu einem beliebten Rundwanderweg auf der Schwäbischen Alb gehört. Dieser führt von Tieringen, vorbei am Käpelle nach Hausen, und entlang der Schlichem wieder zurück nach Tieringen.

## Baugeschichte
Im Jahr 2007 wurde der Verein Unser Käpelle e. V. gegründet. Ein Tieringer ergriff die Initiative, und mit Bürgern aus Tieringen und Hausen wurde die Idee, eine Dank- und Friedenskapelle zu errichten, verwirklicht. Die Idee entstand durch die lange Freundschaft und gemeinsamen Aktivitäten der beiden Ortschaften, obwohl die Bewohner unterschiedlichen Konfessionen angehören. Beide Gemeinden beteiligten sich gleichermaßen am Bau, und so konnte das Käpelle am 1. Mai 2010 dank vielen Spenden und Helfern eingeweiht werden. Im Innern des Käpelle ist eine Tafel mit den Spendern angebracht.

## Ausstattung

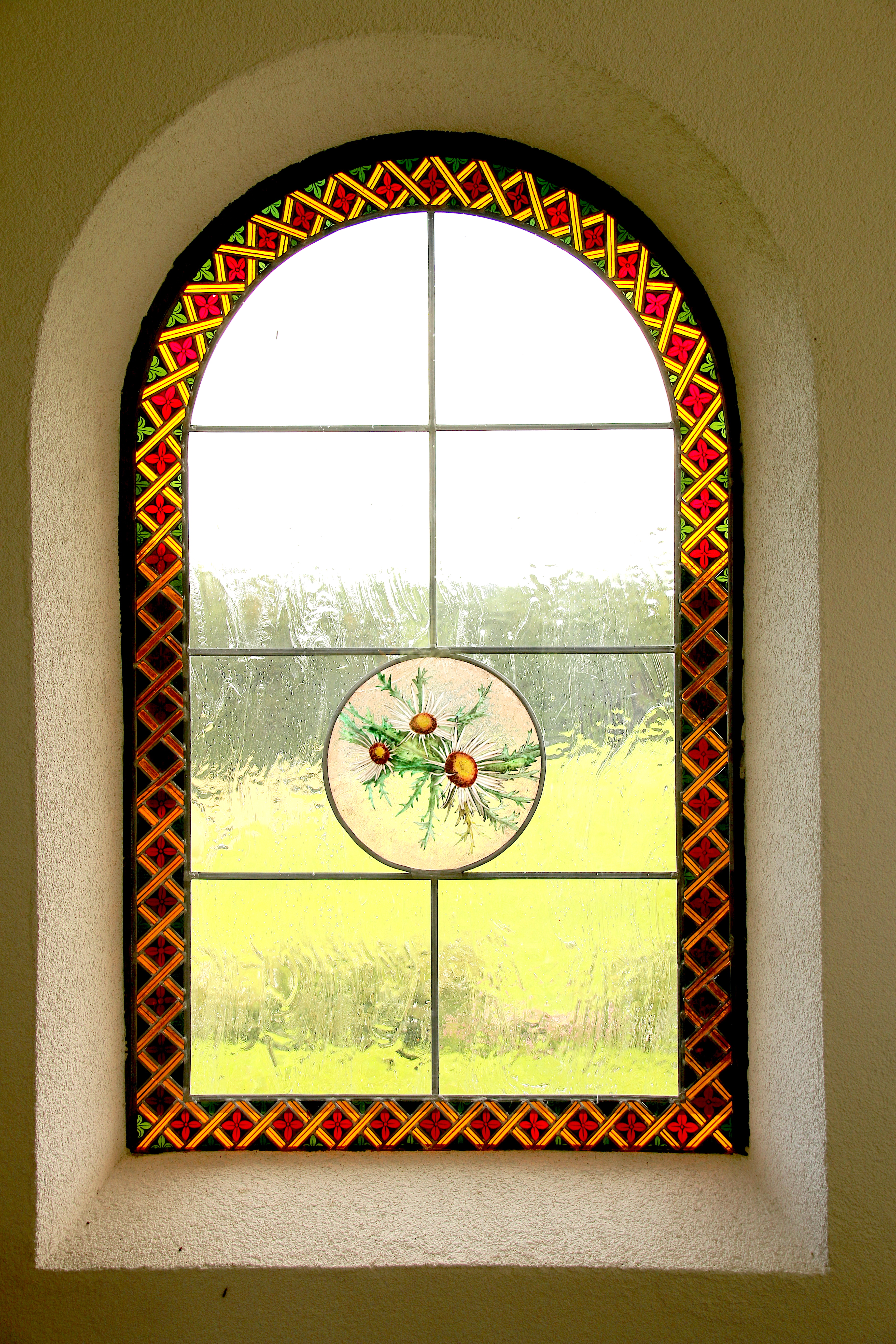
Glasfenster von Erika Hendrich

Das Deckengemälde im Käpelle wurde entworfen und gemalt von Juan Bejarano aus Argentinien. Den Entwurf und die Herstellung der Glasfenster hat Erika Hendrich aus Tutzing übernommen, die Glocke wurde von der Firma Perner in Passau gefertigt, und die Hocker von der ehemaligen Schreinerei Link in Tieringen.

## Nutzung
Die evangelische Bevölkerung aus Tieringen und die katholische aus Hausen am Tann können dreimal jährlich einen ökumenischen Früh-Gottesdienst besuchen, wovon einer, meistens im Juni, im Käpelle stattfindet.